# EU-blomman
EU-Blomman, eller EU Ecolabel är EU:s gemensamma miljömärke. Märkningen fungerar på samma sätt som andra miljömärkningar som till exempel Svanen och Bra Miljöval men med egna kriterier. I Sverige administreras märkningen av Svensk miljömärkning AB som även administrerar Svanenmärket.
Märkningen skapades 1992 av EU-kommissionen och 1993 kom den första produktkategorin. Det finns 29 olika produktkategorier som certifieras, bland annat hygienartiklar, rengöringsmedel, trädgårdsprodukter, kläder, möbler, vissa byggmaterial, pappersprodukter, hushållselektronik(TV, datorer, skrivare, värmepumpar), turistanläggningar och campingar.
För att få använda märket måste tillverkaren visa att produkterna klarar de krav på miljö, hälsa och funktion som ställs genom olika typer av tester och dokumentation.
EU blomman gäller inte för mat eller djurfoder då EU:s märke för ekologiskt jordbruk används.